# Староволя (Пружанский район)
Староволя (бел. Стараволя) — агрогородок в Пружанском районе Брестской области Белоруссии. Входит в состав Великосельского сельсовета. Располагается в 10 км от города Пружаны, в 22 км от железнодорожной станции Оранчицы на линии Барановичи — Брест.

## Этимология
Согласно местной легенде, название поселения происходит от слова воля, которую здесь получили старые охранники пущи, которые охраняли Большой тракт — торговый путь из Кракова в Вильню.

## История
Впервые упоминается в письменных источниках 1537 года., когда королева Бона подарила Старую Волю Свято-Троицкому костёлу в Шарашове.
В российский период — две деревни в Михайловской волости Пружанского уезда Гродненской губернии (Староволя 1 и Староволя 2).
В 1886 году в обеих деревнях насчитывалось 646 жителя и 64 двора. Действовала церковь, ветряная мельница, кузница, трактир. В начале XX века в деревне насчитывалось 982 жителя.
В период немецкой оккупации были убиты 62 жителя деревни, 55 старовольцев погибли или пропали без вести на фронте. В 1944 году, после освобождения возобновились занятия в советской школе. В 1956 году к зданию было пристроено еще одно крыло.
С сентября 1939 года деревня находится в составе БССР, с 15 января 1940 — деревня в Пружанском районе Брестской области. Согласно переписи 1959 года в деревне 1036 жителей; в 1970—952 жителя; в 2003—652 жителя, 255 дворов.
1 декабря 2009 года решением Брестского областного совета депутатов № 242 Старовольский сельсовет расформирован, его деревни включены в состав Великосельского сельсовета.

## Инфраструктура
В агрогородке действует отделение почтовой связи, средняя школа и детский сад, Дом культуры и магазина. Есть ремонтно-механические мастерские, фельдшерско-акушерский пункт, ветпункт и филиал АСБ «Беларусбанк».

## Транспорт
Агрогородок насчитывает 7 улиц: Вознищука, Пионерская, Победы, Советская, Свободы, Школьная и 17 сентября с переулками.
Автомобильная дорога P81 Пружаны — граница Республики Польша.

## Культура
- Дом культуры
- Музей ГУО "Старовольская начальная школа Пружанского района"

## Достопримечательность
- Братская могила, в сквере —  Историко-культурная ценность Республики Беларусь, шифр 113Д000651